# Бибельські

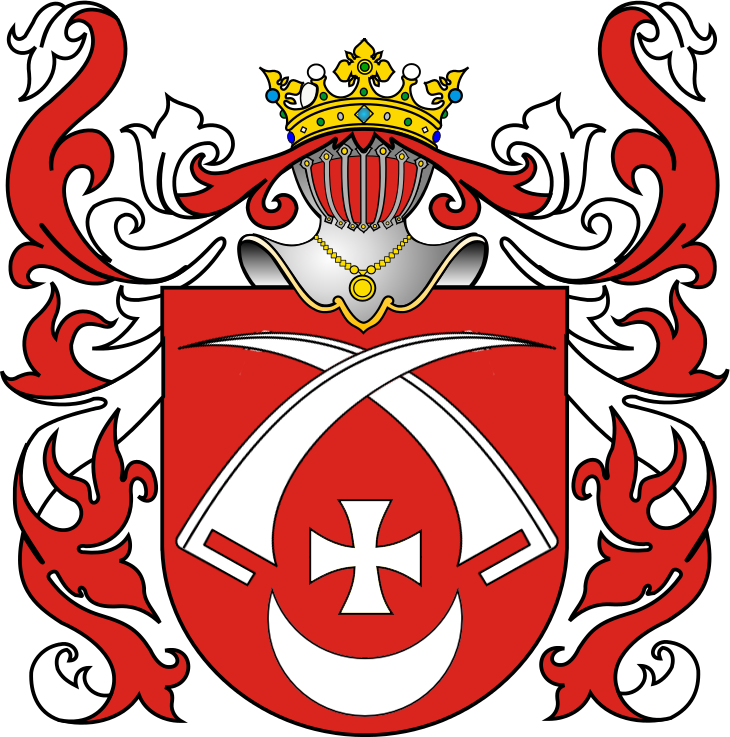
Гербу Бибель

Герб Корчак

Бибельські гербу Корчак (за даними Адама Бонецького, гербу Бибель) — український (руський) боярський рід, представники якого згодом інкорпорувались у структуру шляхти Польського королівства. М.Грушевський вважав Бибельских прикладом пристосуванства, швидкого покатоличення та полонізації. Однак пізніші дослідження показали, що частина роду Бибельських ще довиший час трималась руської ідентичності та православної віри. Назва родового прізвища походить від села Бибель — тепер Библо, права на яке король Казимир ІІІ підтвердив боярину Ходку грамотою від 25 липня 1361 року.

## Відомості
Один з найпотужніших свого часу українських родів Галичини, нащадки Дмитра Дедька. Деякі нащадки роду підписувались Новоміські (Новомейські) від села (раніше міста) Нове Місто неподалік Библа.

### Представники
- Ходко з Библа (?—до 1406) — найвпливовіший український феодал Західної Галичини II пол. XIV ст., по жіночій лінії поріднений з династією Романовичів[7] прихильник польського короля Казимира ІІІ[8]
  - Андрій (? — після 1430) — записаний як свідок у грамоті Спитка з Мельштина, яку той видав у Новому Самборі 13 грудня 1390 року.[9] Суттєво примножив батьківські маєтності.
    - Яцько — перемиський стольник[10] у 1464 році[11]
      - Ян-Грицько у 1498 році одружився з Анною, дочкою Клеофа з Млодовичів.
      - Ієронім-Іван 1492 року взяв за дружину Ельжбету, дочку кам’янецького каштеляна Петра з Новогодвору

    - Сенько мав одружитися з Ядвігою, донькою Фредра з Плешевичів (однією з умов шлюбу було хрещення Сенька в латинському обряді), проте шлюб так і не відбувся, а Сенько одружився з якоюсь Анною.
      - Костко
      - Маруся-Маргарита — дружина Олехна Скорути.

    - Ярохна (бл. 1420 — після 1491) — дружина князя Івана Несвицького на Передільниці.
    - N, дружина Фредра з Плешевичів
    - Духна-Анна — дружина Яна Бажі з Оревичів, сина Сенька-Миколи[12]

  - Грицько
    - Гліб з Никлович — син Грицька або Ходка (?)
      - Анулька — дружина Олехна Порохницького, сина Петра.
      - Фемка